# 第一代劍橋侯爵阿道弗斯·康布里居
阿道弗斯·康布里居（英語：Adolphus Cambridge，1868年8月13日—1927年10月24日），第一代劍橋侯爵、前特克公爵，特克公爵法蘭西斯的長子、英國王后特克的瑪麗的弟弟，愛德華八世和喬治六世的舅舅。

## 家庭
1894年，阿道弗斯與西敏公爵休·格羅夫納的女兒瑪格麗特結婚，兩人共有2子2女：
1. 喬治（英语：George Cambridge, 2nd Marquess of Cambridge）（1895年—1981年）
2. 瑪麗（英语：Mary Somerset, Duchess of Beaufort）（1897年—1987年）
3. 海倫娜（英语：Lady Helena Gibbs）（1899年—1969年）
4. 腓特烈（英语：Lord Frederick Cambridge）（1907年—1940年）

## 外部連結
- 英國國家肖像館中的Prince Adolphus, Duke of Teck and Marquess of Cambridge肖像